# Сдвиг (фильм)
«Сдвиг» — совместный российско-казахстанский фильм 2006 года. Саундтрек к нему записан поп-группой «The Couple».

## Сюжет
Российский учёный-сейсмолог, долгое время работающий в Амстердаме, узнает из телевизионного репортажа о мощном землетрясении в одной из бывших закавказских республик. Следствием этого землетрясения становится авария на нефтепроводе. Проанализировав сложившуюся ситуацию, учёный приходит к выводу, что катастрофа спровоцирована не природными катаклизмами, а результатом деятельности человека.
Герой считает своим долгом оповестить об этом общественность и обнародует информацию, которая производит эффект разорвавшейся бомбы.
Учёный и молодая, но уже очень влиятельная журналистка становятся мишенью для организаторов катастрофы. В дело вмешиваются российские спецслужбы, обеспечивающие безопасность саммита глав государств Каспийского региона…

## В ролях
| Актёр              | Роль                         |
| ------------------ | ---------------------------- |
| Дмитрий Ульянов    | Сергей Лодыгин               |
| Иван Бортник       | Ваня, дядя Лодыгина          |
| Михаил Владимиров  | Беффит                       |
| Борис Галкин       | Вершинин, генерал ФСБ        |
| Михаил Горевой     | Марков                       |
| Михаил Ефремов     | Тюбетейка                    |
| Сергей Векслер     | Максимов, помощник Вершинина |
| Пётр Зайченко      | сторож                       |
| Виталий Емашов     | репортёр                     |
| Михаил Козаков     | академик Харитонов           |
| Елена Исаева       | Марина                       |
| Алексей Петрухин   | Петраковской                 |
| Олег Тактаров      | Фетисов                      |
| Павел Трубинер     | спецназовец Бондаренко       |
| Анна Чурина        | Алина, тележурналистка       |
| Анастасия Кильбург | дочь Лодыгина                |